# کامچاتکا (فیلم)
کامچاتکا (به اسپانیایی: Kamchatka) فیلمی سینمایی محصول سال ۲۰۰۲ و محصول مشترک آرژانتین-اسپانیا بوده‌است. این فیلم ژانری تاریخی و درام دارد و کارگردانی آن توسط مارسلو پینیرو انجام شده‌است. نویسندگان این فیلمنامه نیز پینیرو و مارسلو فیگورس بوده‌اند. از هنرمندان سرشناس این فیلم ریکاردو دارین، سیسیلیا روت، توماس فونسی، اکتور آلتریو و لتیسیا بردیسه بودند.
داستان این فیلم در آرژانتین و در دههٔ ۱۹۷۰ میلادی می‌گذرد و برحه‌ای از تاریخ این کشور در عصر دیکتاتوری نظامی و سرگذشت یک یک خانواده پنهان شده از دولت نظامی در روستایی دورافتاده در آرژانتین را نمایش می‌دهد. کامچاتکا نمایندهٔ آرژانتین در سال ۲۰۰۲ میلادی برای شرکت در بخش فیلم‌های خارجی‌زبان جوایز اسکار بود.

## داستان
فیلم از منظر پسری ده ساله، به نام هری، حکایت می‌شود که کودتای ۱۹۷۶ آرژانتین بر زندگی او تاثیرات عمیقی می‌گذارد. برخی از دوستان و آشنایان او دستگیر و ناپدید می‌شوند و همراه با برادر و چند تن دیگر از افراد نزدیکش می‌گریزد و در خانه‌ای متروکه ساکن می‌شود. آن‌ها پس از مدتی پدربزرگ و مادربزرگ خود را می‌یابند و مجدداً خانواده گرد هم می‌آیند ولی سیگار کشیدن و بی‌خوابی افراد، همچنان حکایت از احساس ناامنی و استرس اعضای خانواده دارد.

## جوایز
برنده
- انجمن منتقدان فیلم آرژانتین: بهترین صدا کارلوس آباته و خوزه لوئیس دیاز؛ ۲۰۰۳.
- جشنواره فیلم کارتاگنا: بهترین فیلمنامه مارسلو فیگورس و مارسلو پینیرو؛ ۲۰۰۳.
- جشنواره فیلم هاوانا: بهترین فیلمنامه مارسلو پینیرو؛ مرجان بزرگ - سومین جایزه جشنواره به مارسلو پینیرو؛ ۲۰۰۳.
- جشنواره فیلم ونکوور: محبوب‌ترین فیلم مارسلو پینیرو؛ ۲۰۰۳.
- جایزه هنرمند جوان: جایزه هنرمند جوانتوماس فونیز با ماتیاس دل پوزو و میلتون د لا کانال؛ ۲۰۰۳.

نامزد
- انجمن منتقدان فیلم آرژانتین: بهترین بازیگر رویکاردو دارین؛ بهترین کارگردانی هنری خورخه فراری؛ بهترین فیلمبرداری آلفردو اف. مایو؛ بهترین فیلمنامه اصلی، مارسلو فیگورس و مارسلو پینیرو؛ ۲۰۰۳.
- جشنواره فیلم کارتاگنا: بهترین فیلم، مارسلو پینیرو؛ ۲۰۰۳.
- جشنواره بین‌المللی فیلم فلاندر: جایزه بزرگ, مارسلو پینیرو؛ ۲۰۰۳.